# Historia de Cyann
Historia de Cyann (en el francés original, Le Cycle de Cyann) es una serie de historietas de ciencia ficción creada por François Bourgeon en 1992, con la colaboración de Claude Lacroix.

## Argumento
Historia de Cyann narra las aventuras por diferentes planetas de Cyann Olsimar, hija de Lazuli Olsimar, señor del planeta ⵙlh, en su busca de una cura para la pandemia que está infectando a los machos de su planeta.

## Trayectoria editorial
| Título                                                          | Publicación original | 1ª publicación en álbum    | 1ª publicación en España  |
| --------------------------------------------------------------- | -------------------- | -------------------------- | ------------------------- |
| La sⵔurce et la sⵔnde (La fOntana y la sOnda)                   | "A Suivre", 1992     | T1, Casterman, 10/1993.    | Norma Editorial           |
| Six Saisons sur ilⵙ (Las seis estaciones en IIO)                |                      | T2, Casterman, 10/1997     | Norma Editorial           |
| Aïeïa d'Aldaalⵙ (Aieia de Aldaal)                               |                      | T3, Vents d'Ouest, 01/2005 | Norma Editorial           |
| Les Couleurs de Marcade (Los colores de Marcade)                |                      | T4, Vents d'Ouest, 01/2007 | Norma Editorial           |
| Les Couloirs de l'Entretemp (Los Pasadizos Del Entretiempo)     |                      | T5                         | 12 Bis, diciembre 2012    |
| Les aubes douces d’Aldalarann(Las suaves auroras de Aldalarann) |                      | T6                         | Astiberri, diciembre 2014 |